# Flensborns arkitektkontor
Flensborns arkitektkontor är ett arkitektkontor som grundades 1948 i Huskvarna av arkitekten Helmer Flensborn, som även var stadsarkitekt i Huskvarna. 
Företaget hade sammanlagt cirka 3 700 uppdrag. Arkitektkontoret ritade både bostäder och offentliga byggnader, främst i Jönköpingsområdet. Bland firmans objekt finns bland andra en utbyggnad av Alfred Dahlinskolan (tidigare Centrumskolan) i Huskvarna, Huskvarna teater, Huskvarna stadshus, Huskvarna missionskyrka, ett bankhus i Huskvarna samt flera bensinstationer i Småland. Företaget har även ritat Kinnarps arena i Huskvarna, som är hemmaplan för ishockeylaget HV 71
Vid årsskiftet 2005/2006 gick företaget samman med A-Gruppen Arkitekter, tidigare lokaliserade i Jönköping. A-Gruppen Flensborns är i dag Jönköpings kommuns största arkitektkontor med drygt 20 anställda arkitekter och byggnadsingenjörer. Företaget ägs av Ittur AB.